# Механізм Ватта

Механізм Ватта

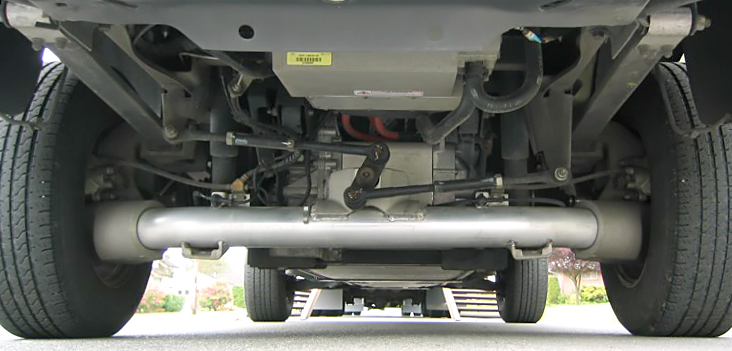
Механізм Ватта у задній підвісці пікапа Ford Ranger EV

Механі́зм Ва́тта (прямило Ватта, паралелограм Ватта) — плоский шарнірний чотириланковий механізм для надання поршню парової машини прямолінійного руху, винайдений Джеймсом Ваттом і вперше описаний ним у 1784 році. 
Цей механізм не забезпечує абсолютно прямолінійного руху, і сам Ватт це розумів. У багатьох ситуаціях механізм Ватта не завжди задовільно виконував свою функцію у парових машинах, що приводило до появи додаткового опору і зношування. Пафнутій Чебишов запропонував свій розв'язок цієї проблеми у вигляді чотириланкового механізму іншої конструкції, що згодом отримав назву механізм Чебишова.
Механізм Ватта використовується на задній підвісці деяких автомобілів (наприклад, у Opel Astra) як удосконалення тяги Панара. Обидві конструкції призначені для запобігання зміщенню автомобільної осі убік відносно корпуса автомобіля, дозволяючи осі водночас рухатися строго у вертикальному напрямку.
Механізм складається (див. фото) з двох горизонтальних балок однакової довжини, прикріплених до кожної зі сторін шасі. Між цими двома балками приєднана коротка вертикальна ланка. Центр вертикальної ланки — точка P, що рухається вертикально, приєднано до середини балки заднього моста автомобіля. Усі кінці ланок сполучені циліндричними шарнірами.